# Mark O'Toole
Pour les articles homonymes, voir O'Toole.
Mark O'Toole (né le 22 juin 1963 à Londres) est un ecclésiastique anglais de confession catholique. Il est ordonné évêque en 2014, et est à la tête du diocèses de Cardiff-Menevia.

## Biographie
Mark O'Toole est né à Londres, issu d'une famille gaélophone du Connemara. Il fait ses études secondaires à l'école St Thomas More dans le district de Wood Green avant de rejoindre l'université de Leicester où il obtient un baccalauréat universitaire (B. Sc.) en géographie.
Il entre au séminaire d'Allen Hall (en) en 1984 ; il obtient son Bachelor of Divinity en 1989 et est ordonné prêtre en 1990 pour le diocèse de Westminster  par le cardinal Basil Hume.
De 1990 à 1992 il étudie à l'université d'Oxford et rédige une thèse sur les relations entre liberté humaine et liberté divine, sous la conduite de Rowan Williams, futur archevêque anglican de Cantorbéry. Il obtient son Master of Philosophy en 1992 et passe quelques années au service de la paroisse St Mary Magdalene dans le quartier de Willesden Green.
Il entre dans l'équipe enseignante du séminaire d'Allen Hall en 1997. Il y est professeur de théologie, tuteur puis à partir de 1999, préfet des études pour les séminaristes. Après avoir été pendant six ans (2002-2008) secrétaire particulier du cardinal Cormac Murphy-O'Connor, archevêque de Westminster, il revient en 2008 à Allen Hall en tant que recteur du séminaire.
Le 9 novembre 2013, il est nommé par le pape François pour prendre la direction du diocèse de Plymouth. Il est ordonné évêque le 28 janvier suivant, par son prédécesseur l'évêque Christopher Budd (en).
Le 27 avril 2022, le pape François le nomme archevêque de Cardiff et évêque de Menevia. Le 12 septembre 2024, le pape François fusionne les deux diocèses qu'il dirige et le nomme premier archevêque de Cardiff-Menevia.